# Карлсруе
Карлсруе је универзитетски град у немачкој савезној држави Баден-Виртемберг. Налази се на источној обали реке Рајна близу немачко-француске границе. Крајем 2010. имао је 294.761 становника, и по томе је трећи највећи град у Баден-Виртембергу.
Основан је 1715. као барокни планирани град чије се улице лепезасто простиру од дворца у центру. Град се развио углавном јужно од дворца. Карлсруе је историјски центар некадашње државе Баден. Од 1950. у Карлсруеу је седиште Врховног суда Немачке, а од 1951. и Уставног суда Немачке.
Посједује регионалну шифру (AGS) 8212000, NUTS (DE122) и LOCODE (DE KAE) код.

## Географија
Карлсруе се налази у долини горње Рајне. Поред Рајне, кроз град протичу мале реке Алб и Пфинц. На истоку се граничи са најсевернијим обронцима Шварцвалда.
Град се налази на просечној надморској висини од 115 m. Надморска висина града варира између 100 m (на западном делу, према реци Рајни) и 277,5 m (Турмберг на истоку). Површина општине износи 173,5 km².

## Становништво
У самом мјесту је, према подацима са краја 2010. године, живјело 294.761 становника. Просјечна густина становништва износи 1.699 становника/km².

## Подела управе градом
Подручје града Карлсруеа је подељено у 27 делова, који се даље деле на четврти.
- Унутрашњи град-исток
- Унутрашњи град-запад
- Јужни град
- Југозападни град
- Западни град
- Северозападни град
- Источни град
- Милбург
- Даксланден
- Книлинген
- Гринвинкел
- Оберојт
- Бајертхајм-Бисинген
- Вајерфелд-Дамершток
- Рипур
- Валдштат
- Ринтхајм
- Хагсфелд
- Дурлах
- Грецинген
- Штупферих
- Хоенветерсбах
- Волфартсвајер
- Гринветерсбах
- Палмбах
- Нојројт
- Северни град

## Историја
По легенди, град је добио име Карлсруе (у преводу: Карлово одмориште) по анегдоти у којој се маркиз Карло III Вилхелм пробудио после сна у коме је сањао о оснивању новог града.
Карло III Вилхелм је основао град 17. јуна 1715. након сукоба са становницима своје дотадашње престонице Дурлаха. Оснивање града је блиско повезано са изградњом палате. Карлсруе је постао главни град државе Баден-Дурлах, а од 1771. до 1945. уједињеног Бадена. Након демократске револуције 1848. овде је изабрана републиканска влада.

### Историјска популација
| година | становника           |
| ------ | -------------------- |
| 1790   | 4.500                |
| 1820   | 16.200               |
| 1850   | 25.400               |
| 1880   | 49.300               |
| 1900   | 97.400               |
| 1925   | 145.700              |
| 2003   | 282.595              |
| 2007   | 282.700 (приближно.) |

(извор непознат)

## Образовање
Карлсруе је познат као универзитетски и истраживачки центар. Универзитет у Карлсруеу (Universität Karlsruhe-TH) је најстарији технички универзитет у земљи и један од најугледнијих универзитета у Немачкој. Од 1. октобра 2009. спојен је са Истраживачким центром Карлсруе (Forschungszentrum Karlsruhe), који се бави истраживањем у области медицине и природних наука. Тако је формиран Институт за технологију у Карлсруеу (Karlsruher Institut für Technologie).
У граду делују још: Универзитет примењених наука у Карлсруеу (Hochschule Karlsruhe-HS), Државна академија ликовних умености (Staatliche Akademie der Bildenden Künste Karlsruhe), Државна школа за уметност и дизајн (Staatliche Hochschule für Gestaltung Karlsruhe), Музичка академија (Hochschule für Musik Karlsruhe) и Међународни универзитет за бизнис (Karlshochschule International University).

## Партнерски градови
| Мјесто     | Држава               | Врста сарадње | Од    |
| ---------- | -------------------- | ------------- | ----- |
| Нанси      | Француска            | партнерство   | 1955. |
| Шанлијурфа | Турска               | пријатељство  | 2010. |
| Ескишехир  | Турска               | пријатељство  | 2010. |
| Адапазари  | Турска               | пријатељство  | 2010. |
| Краснодар  | Русија               | партнерство   | 1997. |
| Темишвар   | Румунија             | партнерство   | 1997. |
| Нотингем   | Уједињено Краљевство | партнерство   | 1969. |
| Извор      |                      |               |       |